# Paul Fort

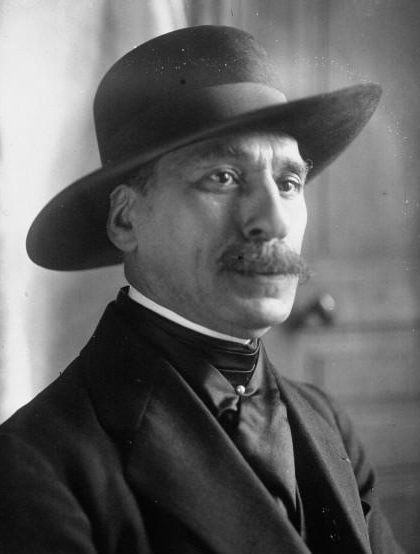
Paul Fort en 1922

Paul Fort (1 de febrero de 1872 - 20 de abril de 1960) fue un poeta francés.
Nació en Reims, en el departamento de Marne, en Francia. Se convirtió en una figura importante de la comunidad artística de Montparnasse. Ya en 1912 sus logros e influencias sobre otros eran tales que Paul Valéry le apodó "El Príncipe de los Poetas". Paul Fort fue fundador de "Vers et Prose" en colaboración con Guillaume Apollinaire.
Uno de sus trabajos más famosos es "La Ronde". Este poema es mundialmente conocido, ya que se trata de una petición por la amistad de todo el mundo.
Murió el 20 de abril de 1960 en Francia. Se le enterró en el Cimetière de Montlhéry, en el département de Montlhéry, Essonne de Île-de-France, en la región de Francia.
Paul Fort fue retratado por Daniel Vázquez Díaz; también le retrataría Ignacio Zuloaga, ya que Fort frecuentaba a los españoles de París. Sin pretensiones intelectuales, pero siempre aspirante a la Academia Francesa, vivió de forma bastante austera (había sido hasta florista, oficio nada  contradictorio con el de poeta, por cierto), con su eterno sobado sombrero estilo Rembrandt que llevaba encasquetado hasta en su casa. Parece que rimaba como respiraba, sencillo y prolífico, y así escribió las "Ballades françaises", recogidas nada menos que en cuarenta volúmenes.
El cantante francés Georges Brassens, que sentía gran admiración por Paul Fort, musicó e interpretó cuatro de sus poemas a mediados del siglo XX: Le petit cheval, La marine, Comme hier y Si le bon Dieu l'avait voulu. Además, a su muerte, le rindió homenaje con la canción L’enterrament de Paul Fort. 